# Filip Pešán
Filip Pešán (* 4. ledna 1978 Liberec) je český hokejový trenér a bývalý hokejový útočník. V letech 2020–2022 byl hlavním trenérem české hokejové reprezentace. Jeho manželkou byla v letech 2010–2023 lyžařka Lucie Hrstková-Pešánová.

## Kariéra
Jako hokejista hrál v polovině 90. let 20. století v juniorských týmech Pardubic, Jihlavy a Liberce. V letech 1996–2002 působil v Liberci, se kterým hrál 1. ligu, a objevoval se také v druholigových týmech Benátek nad Jizerou, Děčína a Jablonce nad Nisou. V sezóně 2002/2003 odehrál dva extraligové zápasy za Liberec, v nichž zaznamenal jednu asistenci. V dalších letech hrál ve druhé lize za Benátky nad Jizerou, Jablonec nad Nisou a Vrchlabí, kde působil v letech 2005–2006. V letech 2006–2007 hrál v univerzitním hokejovém týmu kanadské St. Francis Xavier University.
Od roku 2007 působí jako trenér, v sezóně 2008/2009 se poprvé stal hlavním koučem Bílých Tygrů Liberec. Trenérem libereckého klubu byl poté v letech 2012–2013 a 2015–2019, mezi lety 2013 a 2015 trénoval v Benátkách nad Jizerou. S Libercem získal v sezóně 2015/2016 mistrovský titul a v sezónách 2016/2017 a 2018/2019 druhá místa.
V letech 2013–2015 byl trenérem české reprezentace do 19 let a v sezóně 2017/2018 vedl české hokejisty do 20 let. V roce 2019 byl jmenován šéftrenérem české hokejové reprezentace a v červnu 2020 se stal jejím hlavním trenérem. Na Zimních olympijských hrách 2022 pod jeho vedením poprvé v historii nepostoupil český tým do čtvrtfinále. Pešán byl za tento výsledek i předchozí působení kritizován a mezi fanoušky byl značně neoblíben. Následně jej dne 24. února 2022 výkonný výbor hokejového svazu odvolal z funkce trenéra reprezentace.
V květnu 2022 se stal trenérem švýcarského klubu HC Ajoie, kde podepsal dvouletou smlouvu. Kvůli nedostatečným výsledkům ale byl v prosinci 2022 z této pozice odvolán. V dubnu 2023 se dohodl na svém návratu na střídačku Liberce.
V květnu 2025 se stal hlavním trenérem klubu HC Dynamo Pardubice, kde nahradil Miloslava Hořavu.